# Monasterio de Valsamoneron

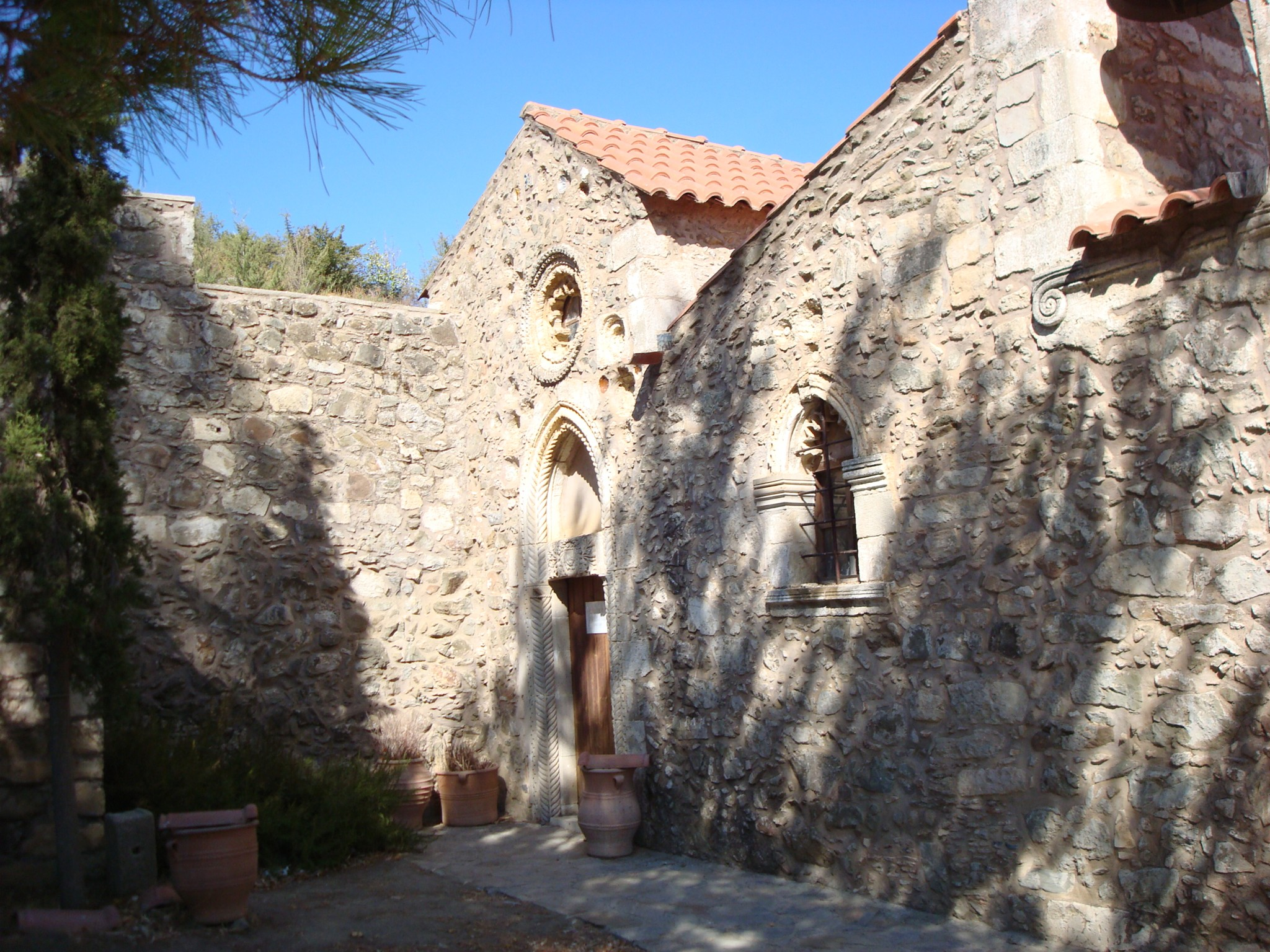
La iglesia de Agios Fanourios situada dentro del monasterio de Valsamoneron, cerca del pueblo de Vorizia en la prefectura de Heraclion, en Creta.

El monasterio de Valsamoneron es un monasterio ortodoxo griego situado en la prefectura cretense de Heraklion, provincia de Kainourion, que fue construido durante la dominación veneciana de la Isla, en el siglo XIV. Sus inscripciones más antiguas datan de 1322. 
El ala norte fue la primera en construirse y fue dedicada a la Virgen María; después se edificó el resto. El ala sur fue dedicada a San Juan el precursor y se construyó entre 1400-1428; finalmente, el ala lateral se dedicó a San Fanorios y sus frescos, bien conservados, fueron pintados en 1438 por el pintor cretense Constantinos Ricos.
En 1947 Nikolaos Platon supervisó los trabajos de restauración del conjunto: más recientemente, los trabajos han sido dirigidos por M. Borboudakis.
- Datos: Q9034502
- Multimedia: Moni Varsamonerou / Q9034502